# Davide Ceci
Davide Ceci (Ascoli Piceno, 6 settembre 1993) è un pistard italiano. È il fratello di Francesco Ceci ed il cugino di Luca Ceci.

## Palmarès

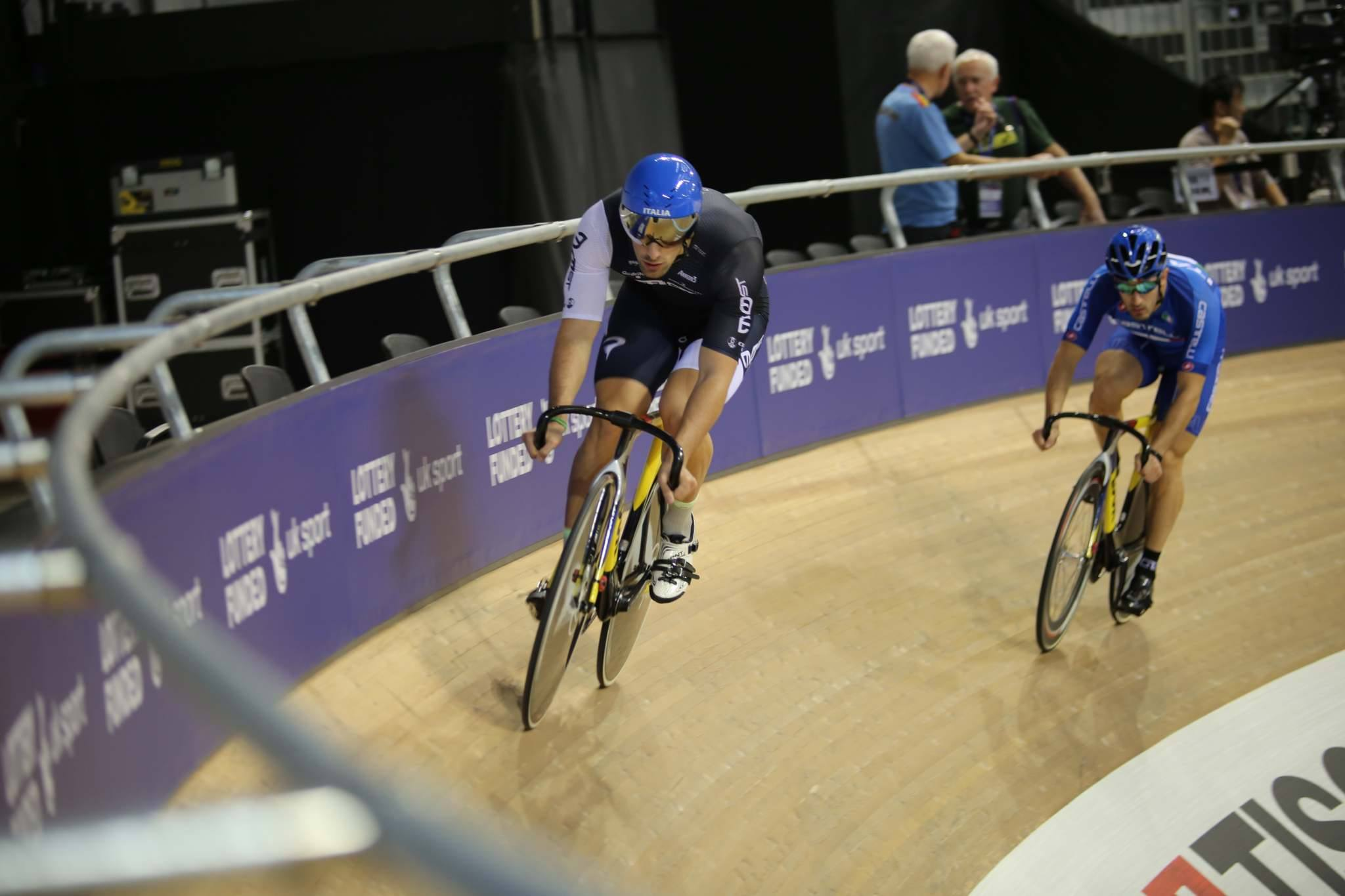
Ceci alla Coppa del Mondo di Glasgow

### 2011
- Campione italiano, Keirin
- Campione italiano, Chilometro a cronometro
- Campione italiano, Velocità a squadre (con Giacomo Del Rosario e Michael Dell'Onte)

### 2014
- Campione italiano, Velocità a squadre (con Francesco Ceci)

### 2015
- Campione italiano, Velocità a squadre (con Luca Virdis, Luca Ceci e Dario Zampieri)

### 2016
- Campione italiano, Velocità a squadre (con Matteo Del Rosario, Francesco Ceci e Dario Zampieri)